# Aguaytía
Aguaytía ist die Hauptstadt der Provinz Padre Abad in der Region Ucayali in Zentral-Peru. Die Stadt ist Verwaltungssitz des Distrikts Padre Abad. Beim Zensus 2017 wurden 15.587 Einwohner gezählt, 10 Jahre zuvor lag die Einwohnerzahl bei 13.363.

## Geographische Lage
Die Stadt Aguaytía liegt etwa 375 km nordöstlich der Landeshauptstadt Lima. Sie liegt am Fluss Río Aguaytía am Westrand des Amazonastieflands auf einer Höhe von 287 m. Westlich der Stadt erheben sich die Höhenrücken der peruanischen Ostkordillere. Bei Aguaytía befindet sich eine Straßenbrücke über den Fluss Río Aguaytía. Über diese führt die Nationalstraße 5N, welche das Flusstal des Río Huallaga im Westen mit der am Río Ucayali gelegenen Regionshauptstadt Pucallpa verbindet.